# Berlin International Gaming
Berlin International Gaming, znane również jako BIG Clan – niemiecka profesjonalna organizacja e-sportowa, założona 2 stycznia 2017 roku przez Daniela Finklera. Sekcję posiada w grach Counter-Strike: Global Offensive, Fortnite, League of Legends, PlayerUnknown’s Battlegrounds oraz Quake Champions. Organizacja zarobiła dotychczas (2020) ok. 766 tysięcy dolarów. 

## Zarząd
| Kraj   | Nick    | Imię i nazwisko | Rola                                |
| ------ | ------- | --------------- | ----------------------------------- |
| Niemcy |         | Daniel Finkler  | Dyrektor generalny, współwłaściciel |
| Niemcy |         | Yilmaz Ozan     | Współzałożyciel                     |
| Niemcy |         | Tom Jang Lemke  | Współzałożyciel                     |
| Niemcy | PsYcHo  | Christian Lenz  | Menadżer                            |
| Niemcy | zonixx  | Michele Kohler  | Streamer                            |
| Niemcy | gob b   | Faith Dayik     | Kierownik sekcji CS:GO              |
| Węgry  | Draulon | Balazs Lengyel  | Menadżer mediów społecznościowych   |

## Counter-Strike: Global Offensive
Dywizja w CS GO została założona 2 stycznia 2017 roku, kiedy to BIG zostało utworzone przez zawodników byłego NRG eSports. Pierwsze większe zmiany w szeregach formacji nastąpiły w lutym 2018 roku, kiedy to keev został przesunięty na rezerwę, a LEGIJA opuścił skład drużyny i został kierownikiem sekcji CS:GO oraz trenerem, zastępując kakafu, który pozostał w organizacji jako analityk. 2 sierpnia 2019 gob b zakończył karierę profesjonalnego gracza i został on menadżerem zespołu. Dodatkowo denis został odsunięty od głównej piątki, smooya oraz nex powrócili do berlińskiej drużyny, a kakafu i LEGIJA odeszli z kadry trenerskiej. 1 stycznia 2020 smooya opuścił formację, nex został rezerwowym, a za nich dołączyli syrsoN oraz k1to. Ponadto gob b został kierownikiem sekcji CS:GO.  
W czerwcu i lipcu 2020 BIG dominowało region europejski. Niemiecko-turecka ekipa wygrała trzy prestiżowe turnieje z rzędu, przez co stała się jedną z najlepszych na świecie. Obecnie berlińska organizacja zajmuje czwarte miejsce w światowym rankingu HLTV. 

### Obecny skład
Źródło:.
| Kraj   | Nick              | Imię i nazwisko    | Data dołączenia  |
| ------ | ----------------- | ------------------ | ---------------- |
| Niemcy | tabseN            | Johannes Wodarz    | 2 stycznia 2017  |
| Niemcy | tiziaN            | Tizian Feldbusch   | 11 lutego 2018   |
| Niemcy | syrsoN            | Florian Rische     | 1 stycznia 2020  |
| Niemcy | k1to              | Nils Gruhne        | 1 stycznia 2020  |
| Turcja | XANTARES          | Can Dortkardes     | 22 grudnia 2018  |
| Niemcy | keev (nieaktywny) | Kevin Bartholomaus | 2 stycznia 2017  |
| Niemcy | nex (nieaktywny)  | Johannes Maget     | 2 stycznia 2017  |
| Niemcy | tow b (trener)    | Tobias Herberhold  | 15 sierpnia 2019 |

### Byli członkowie
Źródło:.
| Kraj            | Nick     | Imię i nazwisko      | Data opuszczenia |
| --------------- | -------- | -------------------- | ---------------- |
| Wielka Brytania | smooya   | Owen Butterfield     | 1 stycznia 2020  |
| Niemcy          | denis    | Denis Howell         | 1 września 2019  |
| Niemcy          | luckeRRR | Niels Jasiek         | 3 kwietnia 2018  |
| Austria         | kakafu   | Alexander Szymanczyk | 5 lutego 2018    |

### Osiągnięcia
Źródło:.
- 2. miejsce - DreamHack Leipzig 2017
- 1. miejsce - iGame Winter Invitational
- 3/4. miejsce - Copenhagen Games 2017
- 1. miejsce - ESL Meisterschaft Spring 2017
- 2. miejsce - ESEA Season 24 Global Challenge
- 2. miejsce - Farmskins Championships 1
- 5/8. miejsce - PGL Major Kraków 2017
- 5/6. miejsce - ESG Tour Mykonos 2017
- 2. miejsce - DreamHack Denver 2017
- 2. miejsce - Esport World Convention 2017 Paris Games Week
- 1. miejsce - Play2live Showmatch by GameAgents
- 3/4. miejsce - Play2Live Cryptomasters
- 1. miejsce - ESEA Season 27 Global Challenge
- 2. miejsce - ESL One Cologne 2018
- 5/8. miejsce - FACEIT Major London 2018
- 3. miejsce - cs_summit 3
- 3. miejsce - SuperNova Malta 2018
- 3. miejsce - ELEAGUE Invitational 2019
- 2. miejsce - European Champions Cup
- 1. miejsce - DreamHack Open Leipzig 2020
- 1. miejsce - Home Sweet Home 1
- 1. miejsce - Home Sweet Home 2
- 1. miejsce - Merkur Masters Season 1
- 1. miejsce - DreamHack Masters Spring 2020 Europe
- 1. miejsce - cs_summit 6 Europe
- 1. miejsce - DreamHack Open Summer 2020 Europe

## League of Legends

### Obecny skład
Źródło:.
| Kraj      | Nick        | Imię i nazwisko    | Data dołączenia  |
| --------- | ----------- | ------------------ | ---------------- |
| Niemcy    | Don Arts    | Finn Salomon       | 17 maja 2018     |
| Niemcy    | ZaZee       | Dirk Mallner       | 20 stycznia 2019 |
| Niemcy    | Bean        | Louis Schmitz      | 17 grudnia 2019  |
| Niemcy    | Aoric       | Marco Mollbach     | 30 stycznia 2020 |
| Finlandia | WhiteKnight | Matti Sormunen     | 20 stycznia 2019 |
| Grecja    | labrov      | Labros Papoutsakis | 20 maja 2019     |
| Szwecja   | Thebausffs  | Simon Hofverberg   | 30 stycznia 2020 |

### Osiągnięcia
Źródło:.
- 3/4. miejsce - ESLM 2018 Spring Playoffs
- 2. miejsce - Premier Tour 2018 Summer Hamburg
- 3/4. miejsce - ESLM 2018 Summer Playoffs
- 4. miejsce - Premier Tour 2018 Summer Berlin
- 3. miejsce - Premier Tour 2018/2019 Winter Bern
- 2. miejsce - Red Bull Itemania 2018
- 1. miejsce - Premier Tour 2018/2019 Winter Bonn
- 1. miejsce - Premier Tour 2018/2019 Winter Berlin
- 3/4. miejsce - ESLM 2019 Spring Playoffs
- 5/8. miejsce - EM 2019 Spring Main Event
- 1. miejsce - SINN League Season 3 Playoffs
- 2. miejsce - Premier Tour 2019 Summer
- 1. miejsce - EM 2019 Summer Main Event
- 1. miejsce - Premier Tour 2019 Winter Cup
- 1. miejsce - ESLM 2019 Winter Playoffs